# Bergkänguru
Das Bergkänguru (Osphranter robustus), auch unter seinem englischen Namen Wallaroo bzw. dem Synonym Euro bekannt, ist eine Beuteltierart aus der Familie der Kängurus (Macropodidae). Es ist eine der am besten an trockene Lebensräume angepassten Känguruarten.
Der Artzusatz im wissenschaftlichen Namen ist aus dem lateinischen Wort robustus (kräftig/robust) gebildet. Er bezieht sich auf die stämmige Gestalt des Tieres.

## Beschreibung
Das Bergkänguru ist etwas kleiner als die Riesenkängurus, aber schwerfälliger gebaut. Sein dichtes, zotteliges Fell ist dunkler als das der meisten Känguruarten, es ist an der Oberseite dunkelgrau, oft fast schwärzlich gefärbt, die Unterseite ist heller, die Füße und der Schwanz sind oft dunkelbraun. Wie bei den meisten Kängurus ist sein Körperbau durch die kräftigen Hinterbeine, den muskulösen Schwanz und die kurzen Vorderbeine charakterisiert. Bergkängurus erreichen eine Kopfrumpflänge von 75 bis 140 Zentimetern, eine Schwanzlänge von 60 bis 90 Zentimetern und ein Gewicht von bis zu 36 Kilogramm, wobei Männchen deutlich größer und schwerer werden als Weibchen.

## Verbreitung und Lebensraum

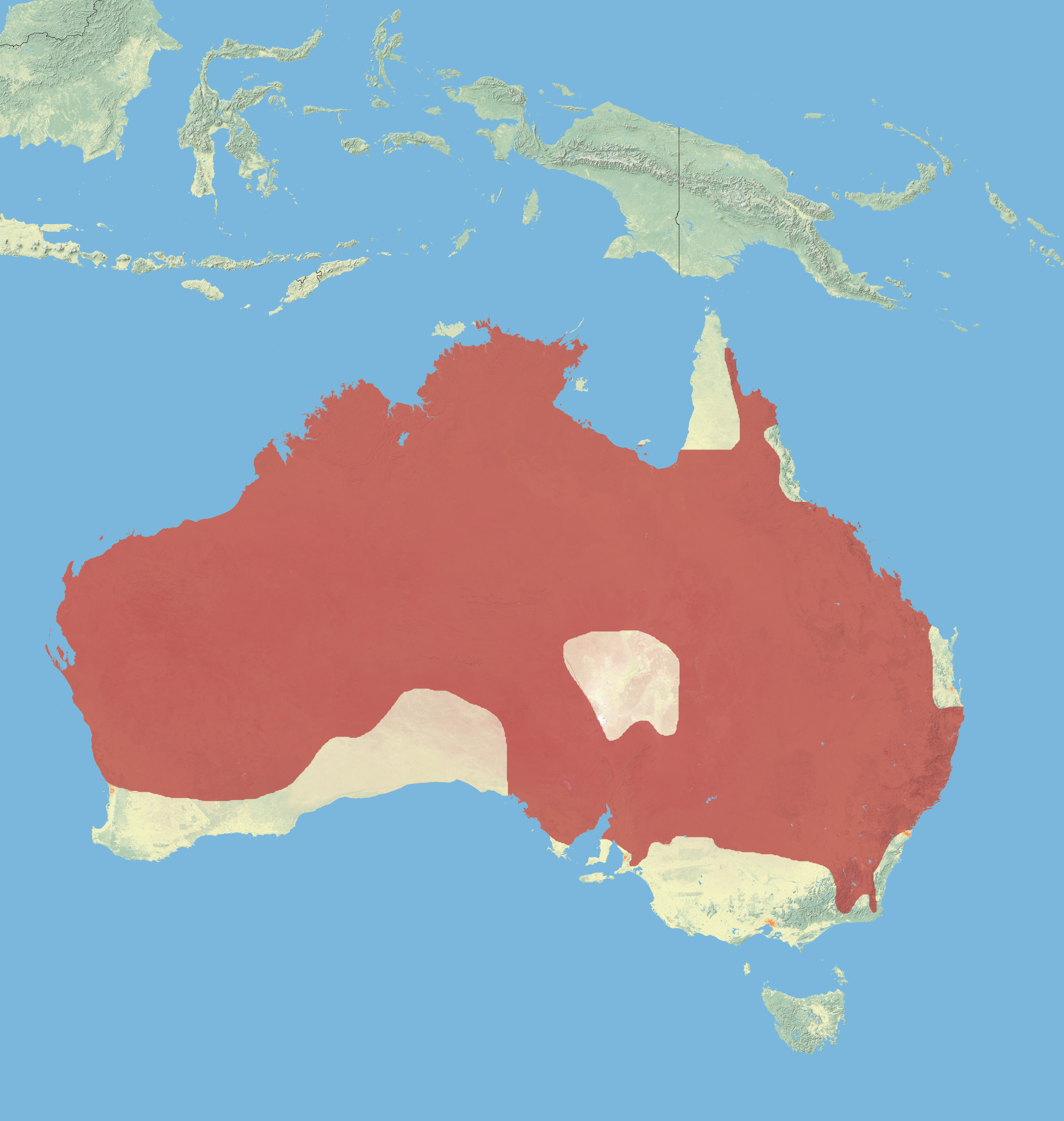
Verbreitungsgebiet des Bergkängurus

Bergkängurus sind in trockenen, gebirgigen Region in ganz Australien beheimatet, selbst im unwirtlichen zentralen Teil des Landes. Allerdings fehlen sie auf Tasmanien. Sie können auch in Gebieten mit weniger als 400 mm Niederschlag im Jahr und spärlichem Pflanzenwuchs überleben, bevorzugen aber felsiges Terrain, das ihnen Schattenplätze bietet.

## Lebensweise
Die Lebensweise dieser Kängurus ist an die heißen klimatischen Verhältnisse ihres Lebensraumes angepasst. Sie sind dämmerungs- oder nachtaktiv, tagsüber schlafen sie im Schatten von Höhlen oder Felsspalten. Manchmal graben sie sich auch selbst Baue, in denen sie in einer aufrechten Position ruhen. Sie bewohnen ein Revier von 120 bis 280 Hektar Größe und sind sehr standorttreu. In der Regel leben sie einzelgängerisch, bei reichen Nahrungsplätzen können aber viele Tiere zusammentreffen. Unklar ist, ob sie ein Territorialverhalten besitzen: Die meisten Känguruarten kennen das nicht; es ist aber möglich, dass das Bergkänguru zumindest seinen bevorzugten Schlafplatz gegen Artgenossen verteidigt.

## Nahrung
Wie alle Kängurus sind Bergkängurus Pflanzenfresser, sie sind aber in stärkerem Ausmaß als andere Arten an eine nährstoffarme Ernährung angepasst. Zu ihrer Nahrung zählt Gestrüpp (Spinifex), Gräser und Kräuter. Den größten Teil ihres Flüssigkeitsbedarfes stillen sie aus der Nahrung; sie können so zwei bis drei Monate ohne Trinken überleben. Ihr Urin ist hochkonzentriert, so wird der Flüssigkeitsverlust minimiert.

## Fortpflanzung
Bergkängurus haben keine feste Paarungszeit, unter günstigen Umständen können sie sich das ganze Jahr über fortpflanzen. In Zeiten großer Dürre hingegen werden Weibchen nicht trächtig. Die Tragzeit beträgt rund 32 Tage. Wie bei vielen anderen Känguruarten kommt es zur verzögerten Geburt: kurz nach der Geburt paart sich das Weibchen erneut, der neugezeugte Embryo wächst jedoch erst heran, sobald das alte Jungtier entwöhnt wird oder stirbt. Auf diese Weise können sie eine rasche Geburtsfolge sicherstellen.
Das Jungtier verbringt seine ersten acht bis neun Lebensmonate im Beutel der Mutter. Mit rund einem Jahr wird es entwöhnt und mit eineinhalb bis zwei Jahren geschlechtsreif. Ihre Lebenserwartung kann bis zu 20 Jahre betragen.

## Bedrohung
Bergkängurus sind durch die Veränderungen, die die Europäer nach Australien gebracht haben, in geringerem Ausmaß betroffen als andere Känguruarten. Durch ihre abgeschiedenen Lebensräume stellt auch die Nahrungskonkurrenz durch eingeschleppte Schafe und andere Tiere ein nur kleines Problem dar. Bedroht ist lediglich die Population im Bundesstaat Victoria, die von den anderen Verbreitungsgebieten isoliert in stärkerem Ausmaß der Vernichtung des Lebensraumes ausgesetzt ist. Generell betrachtet sind sie jedoch häufig und zählen nicht zu den bedrohten Arten.

## Systematik
Gemeinsam mit dem Schwarzen Bergkänguru und dem Antilopenkänguru bildet das Bergkänguru die Gruppe der Bergkängurus innerhalb der Gattung Osphranter zu der außerdem das Rote Riesenkänguru (Osphranter rufus) gehört.